# 中馬
中馬（ちゅうま）は、江戸時代の信濃国・甲斐国で発達した陸上運輸手段。

## 沿革
信濃・甲斐は中部山岳地帯が国内を貫通し、信濃においては河川は水運に向かなかったために山越えのし易い馬による輸送に依存せざるを得なかった。加えて五街道などでは公式の伝馬役は隣接する宿場町間のみの往復に限定され、宿場町ごとに馬を替えなければならない。さらに、駄賃や問屋場口銭を徴収された（「宿継ぎ」）ことから不便であった。一方、江戸時代初期ごろより沿道の農民が自己の物品を城下町などに運ぶ手馬（てうま）と呼ばれることが行われていたが、寛文年間ころより副業として駄賃馬稼も行うようになった。それが次第に専業化して顧客の依頼を受けて顧客の元から相手先の宿場町まで荷物を運ぶようになった元禄年間初頭（1690年代）には中馬と呼ばれるようになった。
中馬は宿場町で馬を替える必要がない「付通し」あるいは「通し馬」と呼ばれるの仕組で行われていたため、手数料を取られたり荷物の積み替えの際に荷物を破損する可能性が低く、急激に成長していった。一方、伝馬役を扱う宿場問屋は大きな打撃を受けただけではなく、江戸幕府の公的輸送負担を課せられて二重の意味で苦しんでいたため中馬に激しく反発した。
延宝元年（1673年）と元禄6年（1693年）に宿場問屋が中馬の禁止を求めて江戸表に訴えを起こしたが、中馬の慣行を規制する理由なしとして却下された。もっとも五街道や北国街道では江戸幕府により、沿道の藩単位でも藩法による規制が行われる例はあったが、飯田藩のほぼ全域を貫く飯田街道（伊那街道）では中馬の規制が緩やかであった（松本宿へ600駄、上諏訪宿・下諏訪宿へ800駄の宿継ぎを義務付けた以外は規制が行われなかった）ため、同地域を中心とした当時の南信濃4郡（伊那郡・諏訪郡・安曇郡・筑摩郡）を中心に隆盛となった。
このため、宝暦10年（1760年）には中馬の大幅な規制を求めて再度の訴訟となったが、これには中馬側と松本商人が連携して激しく抵抗した。明和元年（1764年）に江戸幕府は村ごとに中馬の数（679村計18768匹）と輸送できる物品および活動範囲を定めること、伝馬制の維持への協力を条件として中馬の公認を行った（明和裁許状）。その後も宿場問屋や中馬によって脅かされ中馬と同等の権利を求めた三河国の村々の農民との争いが勃発したが、明和裁許状を盾に彼らの抵抗を抑圧しながら中馬側は勢力を拡大させて、明治中期に至った。
明治末期に鉄道が諏訪、木曽に通じると馬運は鉄道駅とのフィーダー輸送が主になった。その傍ら、江戸期の中馬輸送の隆盛を取り戻そうと、信参鉄道が1907年に飯田街道沿いに鉄道敷設を申請するも3年後に却下された。他方、豊橋周辺や伊那地方で鉄道を運営していた豊川鉄道や伊那電気鉄道などのグループが、1927年に三信鉄道を設立して、1937年に全通させるなど、中馬輸送は後年の鉄道建設構想に大きく影響を与えている。一方で、馬による物資輸送は自動車の発達と道路の整備とともに衰退していった。

## 根拠地と範囲、輸送品
飯田藩の城下町である飯田宿が中馬の主たる根拠地であり、荷問屋が設置されて信濃国を通過する荷物はここで一括して宿継ぎを行うことで中馬の負担を軽減させた。飯田宿と松本宿間およびその沿線の村々が主たるルートであり、次いで上諏訪宿・下諏訪宿・三河吉田宿などの五街道の宿場町や上野倉賀野・甲斐鰍沢・三河新城・美濃今渡といった水運の拠点まで輸送するルートがあった。
後にその範囲は拡大し、中山道・東海道・甲州街道・糸魚川街道等を経由して三河岡崎宿や上野高崎宿などの遠方の宿場町、そして中には江戸や名古屋に直接乗り入れる者もあった。中馬は普通1人で3・4頭の馬を牽引し、100貫前後の荷物を1度に運んだ。料金は原則として到着先で支払われるが、荷預の際に荷物代金の7割を「敷金」名目で保証金として預かっている。
信濃からは煙草・酒・米・大豆・小豆・麻などが外部に出され、逆に外部からは茶・塩・綿・鉄器・陶器などが信濃に入ってきており、中馬はその運搬に重要な役割を果たしていた。